# 广东创新科技职业学院
广东创新科技职业学院，简称广东创新学院，成立于2011年，是经广东省人民政府批准、教育部备案、广东省教育厅主管的一所全日制普通高等职业院校，学校代码：14363。

## 院系设置
- 信息工程学院
- 财经学院
- 机电工程系
- 建筑工程系
- 外语系
- 管理系
- 艺术设计系
- 公共课教学部
- 继续教育学院